# Mi zong sheng shou
Mi zong sheng shou – hongkoński dramat filmowy z elementami sztuk walki z 1976 roku w reżyserii Huang Fenga.
Film zarobił 1 123 866 dolarów hongkońskich w Hongkongu.

## Obsada
Źródło: Filmweb

- Sammo Hung
- Chin-Ku Lu
- Billy Chan
- Angela Mao – Ching Lan Tseng
- Yin-Chieh Han
- Sing Chen – Chu Kao
- Tao-liang Tan – Chin Kang Hsu
- Lung Chan
- Ching Po Chang
- Ying-Chieh Han
- Pak-Kwong Ho
- Huang Feng
- Hsing Chung Hung
- Ka Ting Lee
- Ke Ming Lin
- Han Ling
- Wah Lung Szema
- Wei Ho Tu
- En-chi Wang
- Wei Yang
- Yuen Wah – człowiek Tsenga
- Yuen Biao
- Jackie Chan – człowiek Tsenga (niewymieniony w czołówce)
- Shan Kwan (gościnnie)